# Bosco Sacile
Bosco Sacile este o arie protejată (arie specială de conservare — SAC, sit de importanță comunitară — SCI) din Italia întinsă pe o suprafață de 145 ha, integral pe uscat.

## Localizare
Centrul sitului Bosco Sacile este situat la coordonatele 45°47′19″N 13°11′27″E / 45.7886°N 13.1908°E.

## Înființare
Situl Bosco Sacile a fost declarat sit de importanță comunitară în septembrie 1995 pentru a proteja 1 specie de plante și 21 de specii de animale. Situl a fost protejat și ca arie specială de conservare în octombrie 2013.

## Biodiversitate
Situată în ecoregiunea continentală, aria protejată conține 5 habitate naturale: Ape stătătoare oligotrofe până la mezotrofe, cu vegetație de Littorelletea uniflorae și/sau de Isoëto-Nanojuncetea, Cursuri de apă de la nivel de câmpie la nivel montan, cu vegetație Ranunculion fluitantis și Callitricho-Batrachion, Pajiști cu Molinia pe soluri calcaroase, turboase sau argilos-nămoloase (Molinion caeruleae), Lacuri eutrofice naturale cu vegetație de tip Magnopotamion sau Hydrocharition, Păduri ilirice de stejar și carpen (Erythronio-Carpinion).
La baza desemnării sitului se află mai multe specii protejate:
- plante (1): Eleocharis carniolica
- păsări (13): uliu păsărar (Accipiter nisus), pescăruș albastru (Alcedo atthis), ciuf-de-pădure (Asio otus), șorecarul comun (Buteo buteo), gușă vânătă (Cyanecula svecica), ciocănitoare neagră (Dryocopus martius), șoimul rândunelelor (Falco subbuteo), stârc pitic (Ixobrychus minutus), sfrâncioc roșiatic (Lanius collurio), gaia neagră (Milvus migrans), viespar (Pernis apivorus), pițigoi sur (Poecile palustris), țiclete (Sitta europaea)
- amfibieni (3): izvoraș-cu-burta-galbenă (Bombina variegata), Rana latastei, Triturus carnifex
- nevertebrate (2): rădașcă (Lucanus cervus), fluturele purpuriu (Lycaena dispar)
- pești (2): Cobitis bilineata, Sabanejewia larvata
- reptile (1): țestoasa de baltă (Emys orbicularis)

Pe lângă speciile protejate, pe teritoriul sitului au mai fost identificate 3 specii de amfibieni, 6 specii de mamifere, 2 specii de nevertebrate, 7 specii de reptile.